# Brzuśnik
Brzuśnik (prononciation : [ˈbʐuɕnik]) est une localité polonaise de la gmina de Radziechowy-Wieprz, située dans le powiat de Żywiec en voïvodie de Silésie.